# Turquetia fragilis
Turquetia fragilis is een tweekleppigensoort uit de familie van de Galeommatidae. De wetenschappelijke naam van de soort is voor het eerst geldig gepubliceerd in 1877 door Vélain.